# Dimos Distomo-Arachova-Antikyra
Dimos Distomo-Arachova-Antikyra (Distomo-Arachova-Antikyra) är en kommun i Grekland.   Den ligger i prefekturen Nomós Voiotías och regionen Grekiska fastlandet, i den centrala delen av landet, 110 km nordväst om huvudstaden Aten. Antalet invånare är 9 802. Arean är 293 kvadratkilometer.
Terrängen i Dimos Distomo-Arachova-Antikyra är bergig norrut, men söderut är den kuperad.